# Ferraria densipunctulata
Ferraria densipunctulata är en irisväxtart som beskrevs av M.P.de Vos. Ferraria densipunctulata ingår i släktet Ferraria och familjen irisväxter. Inga underarter finns listade i Catalogue of Life.